# Куаныш (Карагандинская область)
Куаныш (каз. Қуаныш) — село в Актогайском районе Карагандинской области Казахстана. Входит в состав аульного округа Караменде. Код КАТО — 353647200.

## Население
В 1999 году население села составляло 295 человек (151 мужчина и 144 женщины). По данным переписи 2009 года, в селе проживало 290 человек (152 мужчины и 138 женщин).